# Атомэнергопром
АО «Атомэнергопром» (полное название — акционерное общество «Атомный энергопромышленный комплекс») — интегрированная компания, консолидирующая гражданские активы российской атомной отрасли. Компания обеспечивает полный цикл в сфере ядерной энергетики, от добычи урана до строительства АЭС и выработки электроэнергии.

## Структура
«Атомэнергопром» владеет компаниями:
- АО «Концерн Росэнергоатом» — эксплуатирующая организация всех АЭС России
- АО «ТВЭЛ» (по собственным данным занимает 17 % мирового рынка ядерного топлива[1])
- АО «Техснабэкспорт» (40 % мирового рынка услуг по обогащению урана)
- АО «Атомэнергомаш»
- АО «Атомредметзолото»
- АО Центр управления непрофильными активами атомной отрасли (АО «ЦентрАтом»)

На компанию возложена реализация программы строительства АЭС в России.

## Собственники и руководство
94,449 % обыкновенных акций АО «Атомэнергопром» принадлежит Государственной корпорации по атомной энергии «Росатом» (этот пакет составляет 100 % голосующих акций компании). 5,551 % обыкновенных акций принадлежит Российской Федерации (в лице Министерства финансов).
- Директор — Комаров, Кирилл Борисович.
- Председатель совета директоров — Ляхова Екатерина Викторовна[2].

### Руководители проектов
- Афров, Александр Михайлович[3] — руководитель проекта сооружения Нововоронежской АЭС-2.
- Онуфриенко, Сергей Викторович — руководитель проекта сооружения Ленинградской АЭС-2.
- Сараев, Олег Макарович — руководитель проекта сооружения Белоярской АЭС-2.

## Деятельность
На 2019 год Атомэнергопром занимает лидирующее место по строительству АЭС за рубежом в мире. Идёт сооружение 36 энергоблоков.
«Росэнергоатом», входящий в Атомэнергопром, на сегодня занимает 2 место по генерации ядерной электроэнергии в мире.
Компания занимает 2 место в мире по запасам урана и 3-е место по объёму его добычи.
Каждый шестой энергоблок в мире работает на топливе «Росэнергоатома» (или 17 % рынка ядерного топлива).

## Показатели деятельности
В 2018 году Группа «Атомэнергопрома» получила совокупную прибыль в 228,5 млрд рублей (на 116,4 млрд рублей больше, чем в 2017 году) по международным стандартам отчётности. Во многом на рост показателя повлияла положительная курсовая разница, а также доходы от добычи урана в Казахстане.
Консолидированная выручка «Атомэнергопрома» составила 769,5 млрд рублей (+3 % за 2018 год). Активы Группы выросли на 9 % за 2018 год.